# Armia Wschodniego Hebei
Armia Wschodniego Hebei – kolaboracyjne chińskie siły zbrojne Autonomicznego Rządu Wschodniego Hebei zależne od armii japońskiej istniejące pod koniec lat 30. XX w.
Armia Wschodniego Hebei powstała pod koniec 1935 r. z b. żołnierzy Pokojowego Korpusu Ochronnego, który jako neutralna formacja zbrojna strzegł strefy zdemilitaryzowanej na południe od Wielkiego Muru Chińskiego. Na jej czele stał Yin Rugeng, b. militarysta i jednocześnie szef rządu. Armia była szkolona przez oficerów japońskiej Armii Kwantuńskiej. Jej żołnierze przechodzili też indoktrynację ideologiczną w duchu antykomunistycznym. Byli oni uzbrojeni jedynie w ręczne karabiny i broń krótką, bez karabinów maszynowych i artylerii.
Armia Wschodniego Hebei dzieliła się na cztery korpusy (w sile ok. 4 tys. ludzi) składające się z trzech brygad każdy oraz korpusu szkoleniowego (liczącego ok. 2 tys. ludzi). Brygady (zwane dywizjami) były podzielone na trzy podbrygady. Do wszystkich brygad byli przydzieleni japońscy doradcy. W lipcu 1937 r. struktura organizacyjna Armii była następująca:
- 1 Korpus "Tongzhou" – d-ca Zhang Qingyu
- 2 Korpus "Zunhua" – d-ca Zhang Yantian
- 3 Korpus "Tongzhou" – d-ca Li Yunsheng
- 4 Korpus "Zunhua" – d-ca Han Zexin
- Korpus Szkoleniowy "Tongzhou" – d-ca Yin Rugeng

W grudniu 1935 r. oddziały Armii Wschodniego Hebei zaatakowały narodowe wojska chińskie z 32 Armii obsadzające miasto Dagu i port Tanggu, ale zostały odparte. Dopiero uderzenie wojsk japońskich doprowadziło do ich odwrotu. Kolaboranckie oddziały chińskie wówczas weszły i zajęły oba miasta. W lipcu 1937 r. Armia Wschodniego Hebei współuczestniczyła w wydarzeniach związanych z incydentem na moście Marco Polo, a następnie w bitwie o Beiping (Pekin)
i Tianjin. 29 lipca w Tongzhou doszło w jej szeregach do antyjapońskiej rewolty, po której Armia została przez Japończyków rozwiązana, podobnie jak Autonomiczny Rząd Wschodniego Hebei.